# Slag bij Goplo
De slag bij Goplo was een intra-Piasten conflict aan het einde van de 11e eeuw. De precieze datum is niet vast te stellen, daar historici verschillende jaartallen noemen.

## De strijdende partijen
De slag werd uitgevochten tussen de paltsgraaf Sieciech en de halfbroers Zbigniew van Polen en Bolesław III van Polen. De vader van de broers, Wladislaus I Herman van Polen, stond aan de kant van zijn paltsgraaf, die feitelijk de macht in het koninkrijk Polen in handen had. De halfbroers werden gesteund door de rebellerende lokale adel, die vermoedelijk bestonden uit Pomoranen of Pruisen.

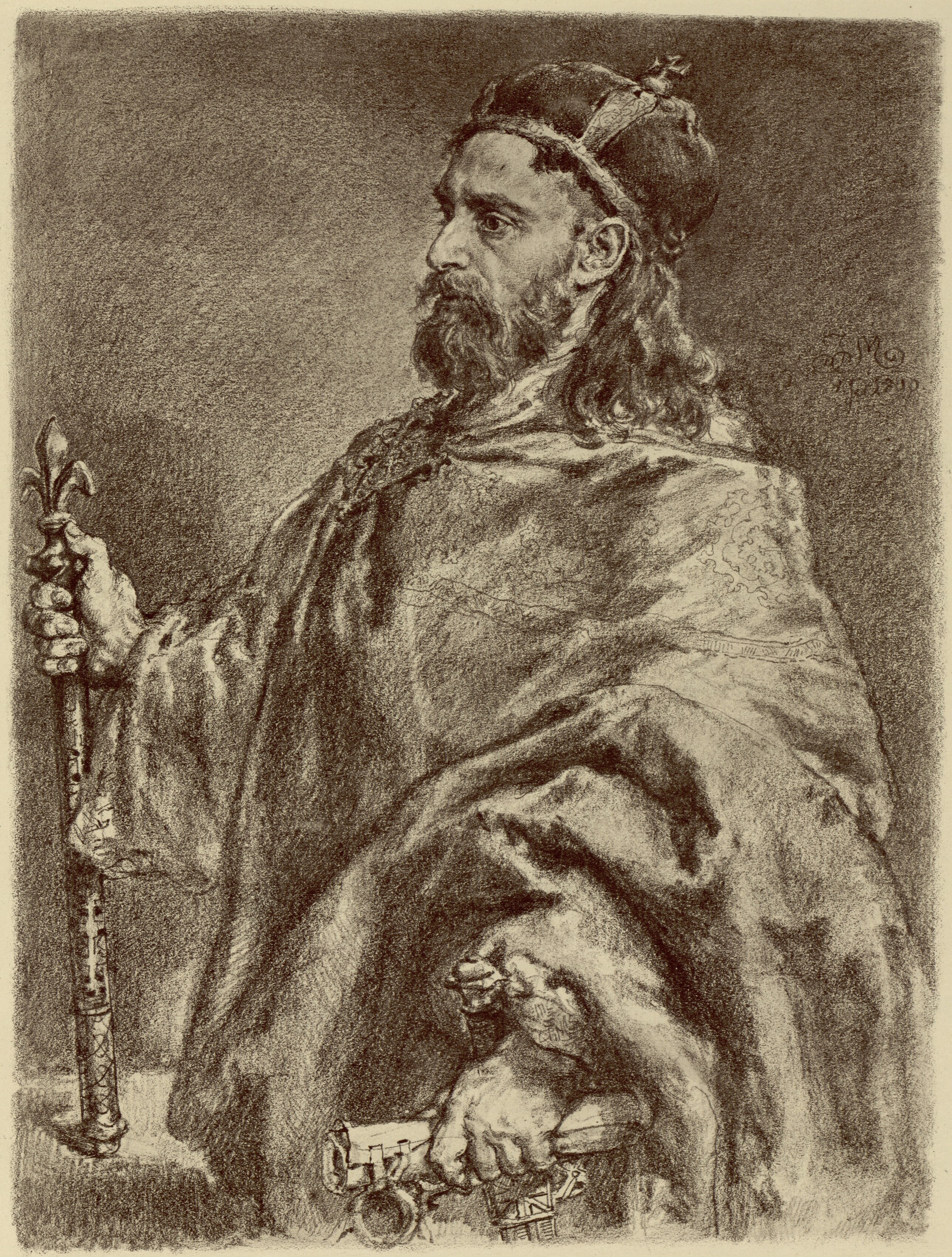
Wladislaus I Herman van Polen
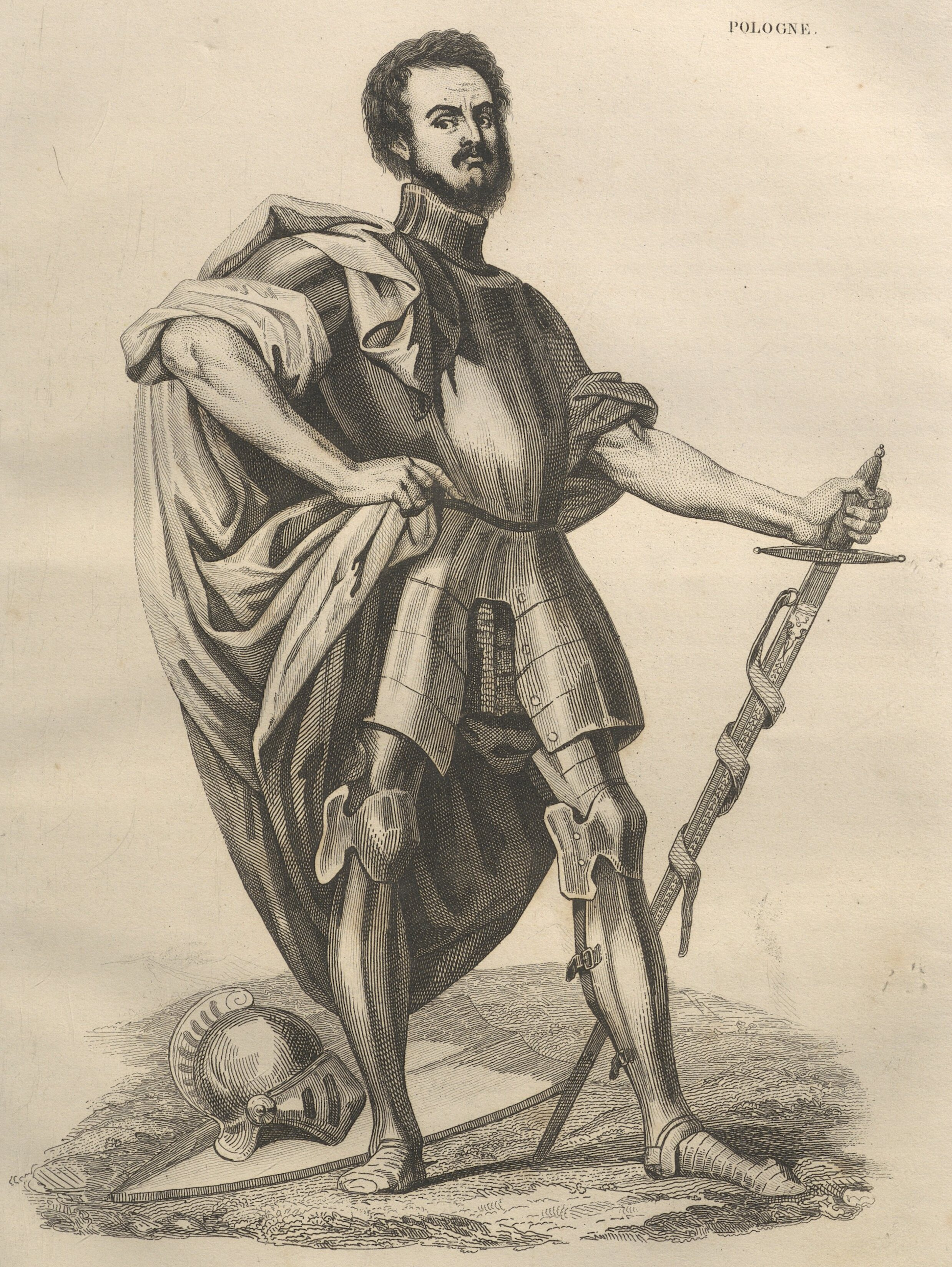
Zbigniew van Polen
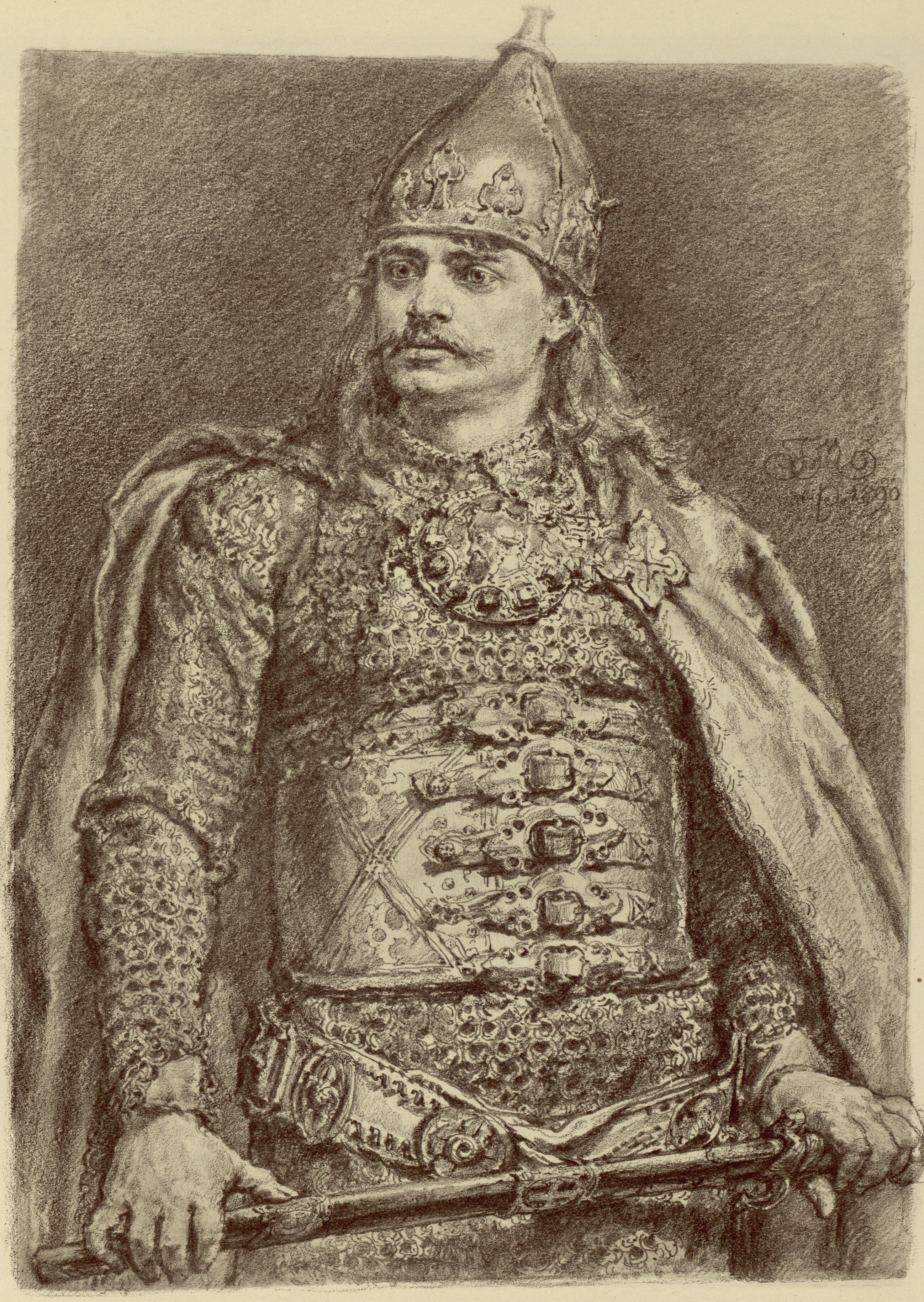
Bolesław III van Polen

## De slag
Het rebellenleger van de halfbroers naderde hoogstwaarschijnlijk de weg Wrocław-Kalisz en Konin naar Kruszwica. De slag vond volgens historici plaats op de westelijke oever van de Gopło en op de brug die van de westelijke oever naar het nabijgelegen Kruszwica leidde. De kortstondige opstand werd neergeslagen, waarna Zbigniew toevlucht zocht in Kruszwica, dat destijds al omschreven werd als een formidabel bolwerk, voorzien van metershoge houten ommuring en aarden taluds. Zbigniew gaf zich uiteindelijk over nadat diens onschendbaarheid werd gegarandeerd door de paltsgraaf.

## Nasleep
Sieciech hoopte dat Zbigniew tijdens zijn gevangenschap afstand zou doen van zijn erfelijke recht op de troon. Zbigniew werd echter bevrijd door een interventie van enkele bisschoppen. De paltsgraaf incaseerde daarna gezichtsverlies in een reeks van militaire nederlagen.
De macht van Sieciech wankelde aan het einde van de 11e eeuw door het besluit van Wladislaus I om Polen in drie prinsdommen te verdelen. De ondergang van de paltsgraaf werd bezegeld door zijn verbanning naar het Heilige Roomse Rijk in 1100.